# アリールアルキルアシルアミダーゼ
アリールアルキルアシルアミダーゼ(Arylalkyl acylamidase、EC 3.5.1.76)は、以下の化学反応を触媒する酵素である。
N-アセチルアリールアルキルアミン + 水{\displaystyle \rightleftharpoons }アリールアルキルアミン + 酢酸
従って、この酵素の基質はN-アセチルアリールアルキルアミンと水の2つ、生成物はアリールアルキルアミンと酢酸の2つである。
この酵素は加水分解酵素、特に鎖状アミドの炭素-窒素結合に作用するものに分類される。系統名は、N-アセチルアリールアルキルアミン アミドヒドロラーゼ(N-acetylarylalkylamine amidohydrolase)である。